# Stephen Thega
Stephen Kuria Thega (* 9. Februar 1946 in Murang’a; † 28. September 2021 in Nairobi) war ein kenianischer Boxer.

## Werdegang
Stephen Thega war Afrikameister 1968 und 1972. Bei den Olympischen Sommerspielen 1968 in Mexiko-Stadt belegte er im Halbmittelgewichtsturnier den neunten und 1972 in München im Halbschwergewichtsturnier den 17. Platz.
Nachdem Thega sich 2021 von einer COVID-19-Krankheit erholt hatte, starb er kurze Zeit später an Atemproblemen in Nairobi.